# The Man Who Kept Silent
The Man Who Kept Silent è un cortometraggio muto del 1911 diretto da Bert Haldane.

## Trama
Un impiegato si prende la colpa di un furto compiuto invece da una ragazza che, con il denaro rubato, vuole salvare il fratello, giocatore d'azzardo sfortunato.

## Produzione
Il film fu prodotto dalla Hepworth.

## Distribuzione
Distribuito dalla Hepworth, il film - un cortometraggio di 220,98 metri - uscì nelle sale cinematografiche britanniche nel marzo 1911.
Si conoscono pochi dati del film che, prodotto dalla Hepworth, fu distrutto nel 1924 dallo stesso produttore, Cecil M. Hepworth. Fallito, in gravissime difficoltà finanziarie, il produttore pensò in questo modo di poter almeno recuperare il nitrato d'argento della pellicola.